# Primorska nežica
Primorska nežica (znanstveno ime Cobitis bilineata)  je sladkovodna riba iz družine činkelj, ki je razširjena v vodotokih Hrvaške, Italije, Švice in Slovenije. V Sloveniji je uvrščena na Seznam zavarovanih živalskih vrst.